# Романовский (Ульяновская область)
Романовский — поселок в Новоспасском районе Ульяновской области в составе Фабричновыселковского сельского поселения.

## География
Находится на реке Томышевка на расстоянии примерно 17 километров по прямой на север от районного центра поселка Новоспасское.

## История
В 1913 в деревне было 74 двора, 502 жителя. В 1990-е годы работал СПК «Самайкинский».

## Население
Население составляло 10 человек (русские 100%) в 2002 году, 4 по переписи 2010 года.